# Постбіотик
Постбіотик (від лат. post — після, грец. βίοσ — життя) — продукти життєдіяльності пробіотичних бактерій або їхні нежиттєздатні форми, які володіють біологічною активністю в організмі-хазяїні.
Постбіотики відносяться до розчинних факторів (продуктів або метаболічних побічних продуктів), виділених живими бактеріями, або вивільнених після лізису бактерій. Це ферменти, пептиди, тейхоєві кислоти, мупропептиди, отримані з пептидоглікану, полісахариди, білки клітинної стінки і органічні кислоти.
Постбіотики привернули увагу через їхню чітку хімічну структуру, розмір безпечної дози, тривалий термін зберігання та зв'язок з різними сигнальними молекулами, які можуть мати протизапальну, імуномодулюючу, антигіпертензивну, гіпохолестеринемічну, антипроліферативну та антиоксидантну активність. Ці властивості дозволяють припустити, що постбіотики можуть сприяти поліпшенню здоров'я господаря шляхом поліпшення конкретних фізіологічних функцій, навіть якщо точні механізми не були повністю роз'яснені.

## Основні речовини-постбіотики
Постбіотичні сполуки — це будь-які продукти життєдіяльності пробіотичних мікроорганізмів, які здійснюють безпосередній вплив на мікрофлору або популяцію бактеріальних культур. Це речовини як нищькомолекулярної (оксид азоту), так і високомолекулярної природи (білки, з масою понад 5 000 Да).
Постбіотики включають бактеріальні метаболічні побічні продукти, такі як ферменти, пептиди, тейхоєві кислоти, бактеріоцини, органічні кислоти, етанол, диацетил, ацетальдегіди і пероксид водню. Також встановлено, що деякі термічно інактивовані мікроорганізми можуть також зберігати деякі бактеріальні структури, які володіють біологічною активністю у господаря. Ці продукти обміну речовин мають властивості інгібіторів до патогенних мікробів і, отже, можуть бути використані як альтернатива антибіотикам. Постбіотики є нетоксичними, непатогенними і стійкими до гідролізу сполуками, оскільки вони є нежиттєздатними бактеріальними продуктами або метаболічними побічними продуктами з пробіотиків.
У деяких випадках постбіотики також можуть посилювати бар'єрну функцію проти певних видів мікроорганізмів, таких як Saccharomyces boulardii, і покращувати ангіогенез in vitro та in vivo в епітеліальних клітинах шляхом активації рецепторів a2b1 інтеграну колагену. Подібні властивості також були виявлені у ряді інших пробіотичних видів Bifidobacterium breve, Bifidobacterium lactis, Bifidobacterium infantis, Bacteroides fragilis, Lactobacillus, Escherichia coli та Faecalibacterium prausnitzii. Постбіотики також здійснюють також цитопротекторну функцію на клітини кишечнику. Основний механізм, який лежить в основі цього явища — сигналізація за допомогою рецепторів розпізнавання патернів (pattern recognition receptor (PRR)).

## Приклади сполук, їхнє походження та функцій
Прикладами постбіотиків є коротколанцюгові жирні кислоти (такі як бутират, ацетат, пропіонат та ін.). Ці жирні кислоти є складовими первинного метаболізму клітини та інколи екскретуються з клітини.

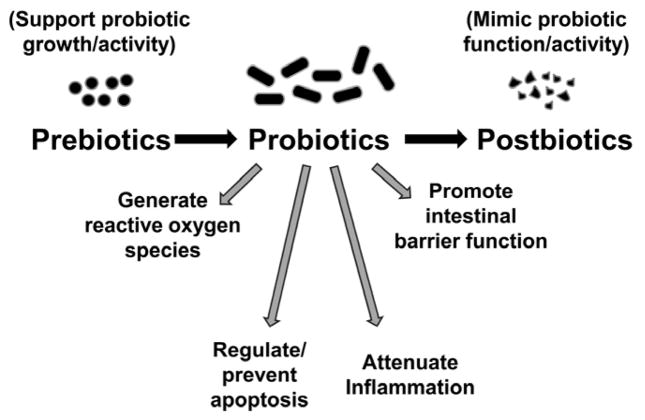
Взаємозв'язок пре-, про- та постбіотиків.

Зокрема, прикладом мікроорганізму, який виділяє бутират є Faecalibacterium prausnitzi та Lactobacillus gasser.
Іншим прикладом постбіотику є молочна кислота (лактат). Її виробляють бактерії роду Lactobacillus, що входять до складу мікробіому матки. Так, лактат виконує антимікробну (проти бактерій інших видів) та імуномодулюючу дію.
Взаємозв'язок пре-, про- та постбіотиків наведено на малюнку.

## Отримання та ідентифікація постбіотиків
Зазвичай отримання постбіотиків включає методики руйнування клітин, такі як теплова і ферментативна обробка, екстракція розчинником і обробка ультразвуком з подальшими стадіями процесингу, такими як додаткова екстракція і центрифугування, діаліз, ліофілізація та очищення на колонках. Постбіотики ідентифікують якісно та/або кількісно. Наприклад, для ідентифікації та опису полісахарид-глікопептидних комплексів Lactobacillus casei YIT9018 використовували магнітно-резонансну спектроскопію (1H ЯМР). Для ідентифікації бактеріальних метаболітів, таких як коротколанцюгові жирні кислоти, гліцероліпіди, пурини, сфінголіпіди та олігосахариди, використовували хроматографію з спектрометрією та спектроскопією іонного циклотронного резонансу Фур'є.

## Біологічні ефекти, спричинені постбіотиками
В останні роки було використано значну кількість досліджень з використанням моделей in vitro (наприклад, різноманітних клітинних ліній) та in vivo (наприклад, щурів з ожирінням і гіпертонією) для оцінки потенційної біоактивності та/або впливу постбіотиків на здоров'я. Наразі активно досліджується вплив різних постбіотиків, включаючи внутрішньоклітинні метаболіти і компоненти клітинної стінки, або як виділені структури або суміші, такі як екстракти або суспензії. У більшості випадків постбіотики отримані з штамів Lactobacillus і Bifidobacterium; однак, як повідомлялося, Streptococcus і Faecalibacterium види були джерелом постбіотиків.
Доведено, що доповнення постбіотиками знижує артеріальний тиск, що забезпечує антигіпертензивну властивість цих сполук. Механізм цього захисного впливу на функцію ендотелію не з'ясований; однак, це може бути пов'язано зі змінами мікробіоти кишечнику та його метаболічних побічних продуктів; відновлення бар'єрної функції кишки; і вплив на ендотоксемію, запалення і активність ниркового симпатичного нерва. Дослідження показують, що продукти мікробіоти кишечника також впливають на широкий спектр функцій шлунково-кишкового тракту, включаючи розвиток імунної системи, захист від патогенів і запалення. З недавнім розвитком постбіотичної концепції зв'явились дані, в основному отримані шляхом аналізу штамів Lactobacilli, які підтверджують, що ці корисні ефекти можуть залежати від секретированних похідних факторів.
На імуномодуляцію впливають мукозно-подібні дендритні клітини, керовані ретиноєвою кислотою. Їхній подальший вплив на регуляторні Т-клітини in vitro було досліджено на культурі L. reuteri 17938, і спостерігалась секреція протизапального цитокіну IL-10. У серії дослідженьспостерігалось підвищення рівня IL-8 в клітинах Caco-2 при впливі внутрішньоклітинних екстрактів і надосадової фракції F. prausnitzii. Крім того, дані свідчать про те, що введення безклітинного супернатанту в моделі TNBS-індукованих клітин мишей виявляє протизапальну дію за рахунок збільшення IL-10 і зниження IL-12. Що доводить, що саме секретовані метаболіти викликають цей захисний ефект.
Інші дослідження виявили, що протизапальна дія забезпечується незалежним від бутирату шляхом. Запропонований механізм описується за допомогою блокади активації NF-кВ; проте активні молекули, що беруть участь у цьому захисному ефекті, не були визначені. Додаткові докази свідчать про те, що супернатант культури Lactobacillus paracasei B21060 може захищати здорову тканину від запальних властивостей інвазивної Salmonella в експлантаті ободової кишки людини, і що культуральний супернатант Lactobacillus casei DG може пом'якшити запальну реакцію в культурах слизової оболонки і товстої кишки, отриманих у пацієнтів з постінфекційним синдромом кишечника.
Окрім цього було встановлено, що супернатанти з Lactobacillus rhamnosus GG, зібрані на різних стадіях росту (середня і пізня експоненціальна, стаціонарна і протягом ночі), здатні захищати людські клітини гладких м'язів (HSMCs) проти ліпополісахарид (LPS)-індукованого міогенного ушкодження. Максимальний захисний ефект спостерігався з супернатантами пізньої стаціонарної фази.
Постбіотики також були описані як інгібітори патогенних бактерій, таких як Listeria monocytogenes L-MS, Salmonella enterica S-1000, Escherichia coli E-30 і ванкоміцин-резистентні ентерококи. Інгібіторами вступали вількі від культури суспензії, отримані з L. plantarum RG11, RG14, штами RI11, UL4, TL1 і RS5.
Крім того, повідомлялося про антиоксидантну активність у моделях in vitro та in vivo, що виявлялась власлідок впливу специфічних бактеріальних екзополісахаридів (EPS). EPS з Bifidobacterium animalis RH показав in vitro інгібування перекисного окислення ліпідів і високу активність поглинання радикалів (гідроксильні і супероксидні радикали). Екстракти з Lactobacillus helveticus MB2-1 демонстрували сильну здатність ліквідації трьох видів вільних радикалів і здатність до хелатування до іонів заліза.
Серед внутрішньоклітинних бактеріальних ферментів, які виявили сприятливий вплив на здоров'я (наприклад, антиоксидантну дію), досліджувались глутатіонпероксидаза (GPx), супероксиддисмутаза (SOD), нікотинаміддіненуклеотид (NADH) -оксидаза і NADH-пероксидаза.
Також деякі компоненти клітинної стінки пов'язують з імуномодулюючими властивостями in vitro. Прикладами є ліпотейхоєві кислоти (LTA) та S-шар.
Крім того, кілька постбіотиків демонструють багаторазову біоактивність і можуть одночасно викликати декілька фізіологічних ефектів. Наприклад, повідомляється, що деякі компоненти клітинної стінки, такі як LTA, демонструють різні біоактивності, включаючи протипухлинну, антиоксидантну та імуномодулюючу активності. Крім того, особливу увагу приділяють мікробним стериноподібним сполукам мембран, включаючи плазмогени, відомі як ендогенні антиоксиданти, які надають стійкість до окислювального стресу, індукованого H2O2 у деяких штамах Bifidobacterium.
Згідно з іншими роботами, SCFA, вироблені мікробіотою кишечника, діють як сигнальні молекули, що поліпшують регуляцію ліпідного обміну, гомеостазу глюкози та чутливості до інсуліну, через активацію G-рецепторів (GPR). Це в свою чергу сприяє регулюванню енергетичного балансу при збереженні метаболічного гомеостазу. Доведено, що специфічні SCFA (наприклад, бутират, ацетат і пропіонат) сприяють гомеостазу холестерину плазми у гризунів і людей.
Описана також гепатопротекторна роль постбіотиків. У цьому напрямку досліджень суспензія клітинного лізату з Lactobacillus fermentum BGHV110 знижувала індуковану гепатотоксичність ацетамінофену в клітинах HepG2 шляхом активації аутофагії в клітинах HepG2 через сигнальний шлях PINK1. Доведена також гепатопротекторна дія внутрішньоклітинного вмісту Enterococcus lactis IITRHR1 і Lactobacillus acidophilus MTCC447 на індуковану парацетамолом гепатотоксичність у кулькурі гепатоцитів щурів.
Крім того, постбіотики мають потенціал для відновлення рівнів глутатіону і для зниження рівнів біомаркерів окисного стресу.
Цікавим напрямком досліджень є отриманя постбіотиків за допомогою метаболічної активності дріжджів. Культуральні супернатанти, отримані з Saccharomyces boulardii, покращили здатність до загоєння рани і міграцію епітеліальних клітин через активацію рецепторів колагену α2β1 інтегрину з використанням моделей in vitro. Дані досліджень показали, що ці супернатанти могли б поліпшити процес репарації кишкового епітелію після пошкодження і володіти потенційними терапевтичними застосуваннями при широкому спектрі шлунково-кишкових розладів.
Біоактивні властивості, виявлені в постбіотиках, свідчать про те, що ці сполуки можуть сприяти поліпшенню здоров'я господаря, забезпечуючи кращі специфічні фізіологічні ефекти та сприяючи процесам відновлення гомеостазу.

## Механізм біологічної дії
Незважаючи на раніше описані позитивні наслідки впливу постбіотиків, механізми їхньої дії не повністю досліджені.
Захисний ефект постбіотиків може бути викликаний сполуками, які імітують корисні і терапевтичні ефекти пробіотиків. Наприклад, гіпохолестеринемічні механізми пробіотичних бактерій включають інгібування адсорбції холестерину в кишечнику та/або зменшення реабсорбції жовчних кислот. З іншого боку, постбіотики активують рецептор, активований проліфератором пероксисом, який викликає β-окислення жирних кислот та зменшення тригліцеридів.
Також було виявлено, що постбіотики активують нуклеотидно-зв'язуючий білок, що містить домен олігомеризації 1, який індукує клітинний автономний ліполіз в адипоцитах, спричинює зниження активності ферментів печінкової 3-гідрокси3-метилглутарил-CoA синтази (HMGCS) і 3-гідрокси-3-метилглутарил-КоА-редуктази (HMGCR), а також для збільшення АМФ-активованої протеїнкінази в печінці і м'язовій тканині, таким чином сприяючи ліпідному метаболізму і контролю дисліпідемії.
Крім того, було виявлено, що постбіотіки на основі мурамілдипептиду можуть зменшувати запалення і непереносимість глюкози за допомогою науклеотди-звязуючого білка 2, що містить домен олігомеризації, і активацію транскрипційного фактора IRF4 у мишей з ожирінням. Подібне постбіотичне зниження резистентності до інсуліну спостерігалось у клітинах печінки при ожирінні при низькому рівні ендотоксемії.
Постбіотики також прявляють антипроліферативну специфічну активність проти клітин раку товстої кишки. Це пов'язано з активацією шляхів загибелі проапоптотичних клітин через регуляцію імунної відповіді
Також постбіотики, отримані з штамів Lactobacillus, можуть знижувати активність металопротеїнази-9, що інгібує інвазію раку товстої кишки. Для виявлення активної сполуки, відповідальної за цей ефект, постбіотичний (безклітинний супернатант) фракціонували на основі діапазонів молекулярної маси; було виявлено, що активна інгібуюча фракція відповідала> 100 кДа і 50-100 кДа сполук, що свідчить про те, що інгібуюча сполука може бути макромолекулою, такою як білок, нуклеїнові кислоти або полісахариди.
Деякі дослідження визначили, що безклітинні екстракти молочнокислих бактерій можуть демонструвати значно вищу антиоксидантну здатність, ніж культури цілих клітин. Припускають, що антиоксидантна здатність може бути пов'язана як з ферментативними, так і з неферментативними внутрішньоклітинними антиоксидантами. Так, Bifidobacterium infantis, Bb. breve, Bb. adolescentis і Bb. longum здатні деградувати перекис водню шляхом продукування NADH-пероксидази. Повідомлялося, що глутатіонпероксидаза і глутатіонредуктаза є двома важливими антиоксидантними ферментами, які захищають клітини від окисного ушкодження шляхом утилізації активних форм кисню (ROS). Однак антиоксидантна здатність і активність антиоксидантного ферменту не корелюють позитивно для всіх штамів, що вказує на те, що в антиоксидантну дію можуть бути залучені інші сполуки. У цьому сенсі було запропоновано гіпотезу, згідно з якою антиоксидантна здатність внутрішньоклітинної фракції різних штамів Lactobacillus позитивно корелює з клітинним вмістом відновленого глутатіону, важливого неферментативного антиоксиданту, який відіграє істотну роль у підтримці внутрішньоклітинного окисно-відновного стану. Антиоксидантна активність такого неферментативного постбіотика може бути обумовлена його властивостями зв'язувати ROS і реактивні форми азотистих речовин.
Антиоксидантна активність екзополісахаридів пояснюється підвищеним вмістом уронової кислоти. Деякі автори припускають, що уроновая кислота відіграє важливу роль у антиоксидантних властивостях полісахаридів з B. animalis RH та L. helveticus MB2-1 . Аналогічно полісахарид L. helveticus MB2-1 має великую кількість негативно зарядженої уронової кислоти, що забезпечує більш високу хелатуючу здатність заліза іона. Іони заліза залучені до утворення вільних радикалів за допомогою реакцій Фентона і Хабера-Вейсса, які генерують реакційноздатні гідроксильні радикали. Наприклад, у ряді дослідженнях існує пряма залежність між вмістом уронової кислоти і радикальної здатності поглинання чаю.

## Застосування постбіотиків

### Харчова галузь
Більша частина досліджень застосування постбіотиків у харчовій промисловості пов'язана із збільшенням терміну придатності.
Супернатант без пробіотиків Lb. plantarum YML 007, що володіє біопресервативною дією на сою, тобто призводить до поліпшення терміну придатності сої до 2 місяців. Екзополісахариди з Lb. rhamnosus збільшують кількість сиру Чеддер у процесі його промислового виробництва. Біфідин з Bifidobacterium lactis Bb-12 призвело до збільшення терміну придатності м'яса до 3 місяців при -18 ° C та 100 % зниженні вмісту E. coli O157: H7.

### Фармацевтика
У США компанія Pure Research Products виробляє лікарський препарат Del-Immune V, що містить мурамил пептиди, отримані з L.rhamnosus V для полегшення шлунково-кишкового розладу у дітей.
BioRay Inc. розробила лікарський засіб CytoFlora, що містить лізати клітинних стінок B. longum, Str.thermophilus і L. plantarum. Його використовують у запобіганні дисбактеріозу та аутизму у дітей.
Препарат Hylak Forte від Ratiopharm/Merckle містить жирні кислоти короткого ланцюга з L. acidophilus і L. helveticus лікує дисбактеріоз хворих на хронічний гастрит.

## Висновки
Важливо зазначити, що дослідження постбіотичних речовин та їхнього впливу на бактеріальні популяції знаходиться на межі мікробної метаболоміки, метагеноміки та мікробіоміки.
Ці три науки описують склад екзогенних метаболітів мікроорганізмів та їхній вплив на біологічне різноманіття мікробних угруповань.
Сьогодні проводиться ряд досліджень у напрямку ідентифікації, опису постбіотичних речовин та з'ясування впливу на мікробіом та на організм господаря.
Перспективними є також розробки та практичне використання постбіотиків, зокрема у харчовій та фармацевтичній галузях.